# مستحصله
مُستَحصله یا چکیده‌گیری یکی از اصطلاحات علم الحروف (جفر) است. مستحصله گاه درآوردن یک جمله از ۱۵ سطر است. در علم جَفر از شماره‌های مشخصی که در حساب ابجد به حروف الفباء نسبت داده‌اند استفاده و با این شماره‌ها و حروف به جابجایی و تقسیم و غیره می‌پردازند و به اصطلاح حروف را می‌شکنند (تکسیر حروف). مستحصله (یا چکیده) نام یکی از مرتبه‌های شکستن حروف است.
مراحلی که در جفر کبیر بکار می‌رود تا پاسخ هر پرسش دریافت شود عبارت‌اند از:
- تبدیل حروف پرسش به عدد ابجد
- پیدا نمودن مدخل کبیر و مدخل صغیر
- واژه‌ها
- یافتن اساس و نظیره هر حرف برپایه جدول‌های حروف ابجد
- بدست آوردن زبر و بینات حروف بدست‌آمده
- واج‌شکنی (تکسیر حروف)
- کوتاه‌سازی (تخلیص)
- چکیده‌گیری (مستحصله)
- شناخت قوای اعداد
- و در نهایت رسیدن به گفتار نهانی و پاسخ باطنی از ظاهر پرسش